# Qin Jiushao
Qin Jiushao (in cinese: 秦九韶; pinyin: Qín Jiǔsháo; Wade-Giles: Ch’in Chiu-Shao), nome di cortesia Daogu (道古) (Ziyang, 1201 circa – 1261) è stato un matematico e politico cinese.

## Biografia

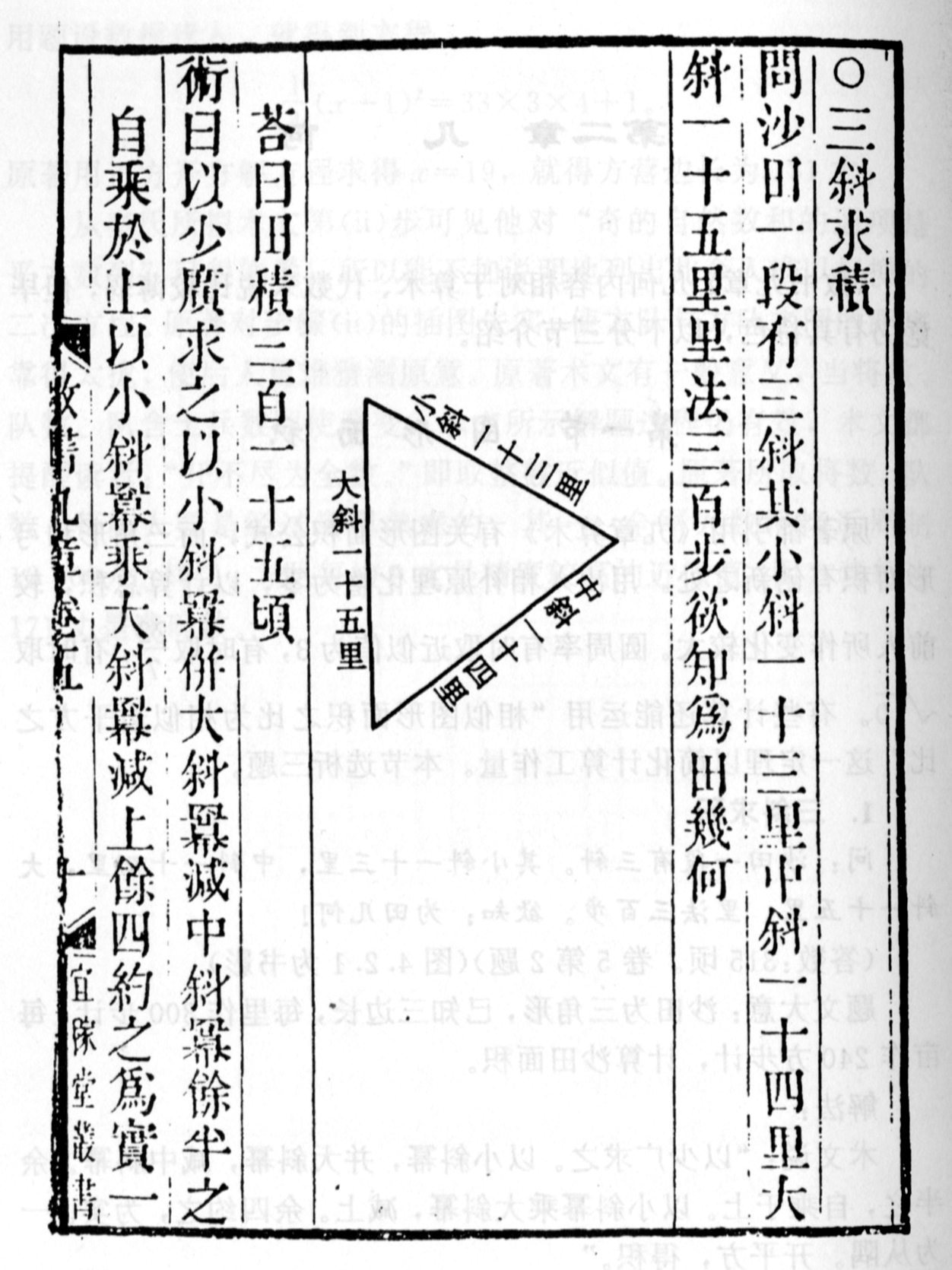
Area del triangolo date le lunghezze dei suoi tre lati

Nato a Ziyang, Sichuan, i suoi antenati furono dello Shandong. Qin Jiushao è ritenuto attualmente uno dei più grandi matematici del XIII secolo; questo è notevole, dato che tuttavia non dedicò la sua vita alla matematica. Ebbe comunque successo in altri campi e occupò una serie di posizioni burocratiche in altre Province cinesi.
Qin Jiushao è conosciuto come autore del Trattato Matematico in Nove Sezioni (cinese: 数书九章; pinyin: Shùshū Jiǔzhāng) pubblicato nel 1247. Il trattato copre argomenti che spaziavano dall'analisi di equazioni indeterminate a questioni militari e topografia. Nel trattato Qin Jiushao incluse una versione del Teorema cinese del resto che utilizzava algoritmi per risolvere il problema. In geometria scoprì la "Formula di Qin Jiushao" per trovare l'area di un triangolo date le lunghezze dei suoi tre lati. Tale risultato è equivalente alla Formula di Erone scoperta precedentemente.
Qin Jiushao annotò la prima spiegazione di come gli esperti del calendario cinese calcolavano le date astronomiche cadenziate dal solstizio d'inverno. Tra i suoi contributi si include l'introduzione di tecniche per risolvere equazioni algebriche di qualunque ordine (un algoritmo numerico basato sul metodo di Horn), trovare la somma di serie aritmetiche, e risolvere sistemi lineari. Ha infine introdotto l'uso del numero 0 (numero) nella matematica cinese.
Dopo aver portato a termine i suoi lavori matematici, Qin Jiushao entrò in politica. Egli fu presuntuoso e corrotto, accusato di tangenti e di avvelenamento dei nemici, cosicché fu numerose volte sollevato dal suo incarico e messo in 'sospensione'. Ciononostante riuscì a diventare molto benestante.

## Lavoro principale
- Trattato Matematico in Nove Sezioni (cinese: 数书九章; pinyin: Shùshū Jiǔzhāng) (1247)